# Lauvknubben
De Lauvknubben is een berg behorende bij de gemeente Lom in de provincie Oppland in Noorwegen. De berg, gelegen in Nationaal park Jotunheimen, heeft een hoogte van 1749 meter.
De Lauvknubben is onderdeel van het gebergte Jotunheimen.